# Prix Mari-Jászai

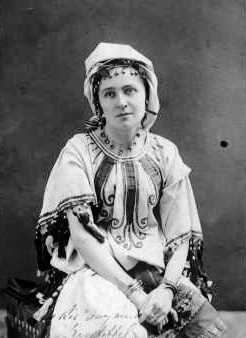
Mari Jászai (s.d.).

Le prix Mari-Jászai (en hongrois : Jászai Mari-díj) est un prix théâtral hongrois attribué annuellement.

## Historique
Le prix Mari-Jászai a été créé en 1953 par le Parlement hongrois a été dénommé du nom de l'actrice Mari Jászai.
De 1955 à 1976, le prix a existé en trois degrés, contre deux les premières années. Il était généralement attribué à dix personnes par an. Depuis 1976, le prix n'a plus différents degrés.
Depuis 1992, le prix Mari-Jászai est décerné par le ministère hongrois de l'Éducation et consiste en un montant de 200 000 forints (environ 800 €). Le nombre de bénéficiaires est depuis lors généralement de treize lauréats.

## Lauréats
- 1953 : Imre Apáthi, Sándor Jánoky, Erzsi Lengyel, Lajos Mányai, János Pagonyi, Lajos Rajczy, Sándor Szabór, Endre Szemethy, Irén Szöllősy, László Ungváry
- 1954 : Ottó Ádám, Zsuzsa Bánki, Manyi Kiss, Endre Marton, Magda Olthy, Zsuzsa Petress[1], Ilka Petur, Imre Pongrácz, Imre Soós, Ferenc Zenthe
- 1955 : Zsuzsa Bánki, Pál Besztercei, Károly Bicskey, Iván Darvas, Violetta Ferrari, Zsuzsa Gordon, Tibor Molnár, Marika Németh, Éva Ruttkai, Imre Sinkovits, Ádám Szirtes, László Vámos
- 1956 : Andor Balajthy, Gyula Benkő, Rita Békés, Gábor Földes, Teri Horváth, Tivadar Horváth, László Inke, Károly Kazimir, Ferenc Kállai, György Kálmán, Ferenc Lendva, László Márkus, Erzsi Máthé, László Mensáros, György Miklósy, Róbert Rátonyi, RudolfSomogyvári, Miklós Szinetár
- 1957 : Kati Berek, Gábor Berényi, Sándor Deák, László Csákányi, Márta Fónay, Zsuzsa Gordon, László Hadics[2], Sándor Hindi, Juci Komlós, László Kozák, Erzsi Könyves Tóth, Margit Lontay, Margit Lukács, Gábor Mádi Szabó, János Rajz, Elemér Tarsoly[3], Nóra Tábori, Anna Zentai[4]
- 1958 : Gábor Agárdy, János Árva, György Bárdy, Tibor Bitskey, Ferenc Horváth, Erzsébet Hegedűs, Éva Hotty, Ferenc Kállai, György Kálmán, Magda Kohut, Klára Miklós, György Pálos, Ottó Ruttkai, Éva Vass
- 1959 : Sándor Angyal, István Csinády, Gitta Czéh, Anny Farkas, Tibor Fehér, Ferenc Katona, István Kazán, Lajos Kormos, Éva Olsavszky, Irén Psota, István Rozsos, Éva Ruttkai, Sándor Suka, Gyula Szabó
- 1960 : Ottó Ádám, Árpád Csányi, István Fillár, István Novák, György Orosz, Ferenc Somló[5], Mari Szemes, Kató Szőnyi, Hédi Váradi
- 1961 : Károly Bángyörgyi, Balázs Fenyvesi, József Fonyó, József Horváth, Ilona Kállay, Ilona Kassai, Emil Keres, Ferenc Némethy, Róbert Rátonyi, Gábor Sallós, László Seregi, Éva Spányik, Miklós Szinetár, Nóra Tábori
- 1962 : Gábor Agárdy, Gusztáv Barlay, Tibor Bitskey, Gyula Bodrogi, Mária Fogarassy, Ilona Győri, Endre Harkányi, Károly Kazimir, László Kertész, Ági Margitai, Éva Máthé, Tibor Patassy, Irén Psota, István Rozsos, György Simon, Imre Sinkovits, Gyula Szabó, László Vámos, Ida Versényi
- 1963 : Edit Ambrus, István Avar, Kati Berek, Sári Feleki, Teri Földi, Dezső Garas, Ilona Gurnik, Viktória Gyólay, Józsa Hacser, Judit Kamilly, Endre Kátay, Emil Keres, István Komor, József Máriáss, László Márkus, István Nagy, Nyilassy Judit, Éva Olsavszky, Ottó Szabó, Éva Vass, Éva Zsurzs
- 1964 : Itala Békés, József Cselényi, Miklós Cserés, István Csorba, István Dégi, Ágnes Hegedűs, Teri Horváth, József Iványi[6], István Kazán, Mária Kovács, Hanna Lóránd, Yvonne Rimanóczy, Kornélia Sallai, Tibor Simon, Mari Törőcsik, Irén Vargha
- 1965 : György Bánffy, Mária Csongrádi, Éva Demján[7], Edit Domján, Gábor Eötvös, Miklós Fehér, Tibor Fekete, Dezső Garas, Kornél Gelley, Jenő Horváth[8], Adrienne Jancsó, István B. Kiss, János Kovács, György Lengyel, Erzsébet Mialkovszky, József Mentes, László Paál, Ottó Simor, Irén Stefanik[9], Gyula Varga
- 1966 : Margit Andaházi[10], Vilmos Dobai[11], János Donnert, Tibor Gerbár, László György, László Hadics[2], Endre Hajdu, János Horkai, László Kabos, János Körmendi, Zoltán Latinovits, Zsuzsa Lehoczky, Mária Medgyesi, Attila Nagy, György Oláh, Géza Polgár, Gellért Raksányi, István Sztankay, Nándor Tomanek
- 1967 : Gyula Bodrogi, Vera Bródy, Iván Darvas Sándor Horváth, Júlia Jurik[12], Ervin Kibédi, Levente Király, Iván Koós, István Miszlay, Lajos Pándy, Rezső Sárosdy, Ernő Szénási, Attila Tyll, Péter Upor[13], Géza Varga, Emil Vata, Tamás Végvári
- 1968 : Hedvig Demeter, Erzsi Galambos, Mátyás Giricz, Árpád Gyenge, László Halász, Magda Kohut, Gábor Koncz, Gyula Kovács, Lenke Lorán, Frigyes Marton, Rudolf Somogyvári, Margit Szántó, György Várady, Ferenc Zenthe, József Zsudi
- 1969 : István Avar, Gusztáv Barlay, Ferenc Hárai, István Köpeczi Bócz, László Mensáros, Mariann Moór, Róbert Nógrádi[14], Ferenc Paláncz, Sándor Szoboszlay, Mari Törőcsik, Nándor Weisz
- 1970 : Mariann Csernus, Pál Elekes, Géza Hofi, Péter Haumann, István Iglódi, Lajos Jánosa, Mária Majczen[15], Károly Mécs, Béla Orlóczi, Lajos Őze, Erzsi Pápai, Mari Szemes, József Szendrő, Tibor Tánczos, Géza Tordy
- 1971 : Árpád Benedek, Tibor Forgács, Zsigmond Fülöp, Judit Halász, Péter Huszti, András Kozák, Erzsi Máthé, János Mester, Judit Schäffer, Éva Szentirmay, Károly Vass
- 1972 : Andrea Drahota, István Gál[16], János Gosztonyi, Péter Haumann, László Márkus, Sándor Németh, Éva Pap, János Sándor, László Sinkó, Géza Szigeti, Éva Tímár, Nándor Tomanek, József S. Tóth, Nelly Vágó, Iván Verebély
- 1973 : Éva Almási, Ilona Béres, László Bozó, Mari Csomós, Gábor Harsányi, Géza Hofi, István Holl, Gyula Horváth, Gabi Jobba, Attila Lőte, Ferenc Sík, Erika Szegedi[17], László Székely
- 1974 : István B. Kiss, Zsuzsa Csala, Cecília Esztergályos, Klára Göndör, Emil Győry, Flórián Kaló, Zsuzsa Lehoczky, Frigyes Marton, Ila Schütz, Ottó Solymosi, Kálmán Szabó, István Sztankay, Gábor Székely, László Tahi-Tóth, Katalin Várnagy, Zsuzsa Zolnay, Gábor Zsámbéki
- 1975 : Noémi Apor, István Dégi, Zsuzsa Gyurkovics, József Horváth, László Jurka, Ilona Kállay, Sándor Komlós, Iván Koós, László Marton, Attila Nagy, István Pétervári, József Ruszt, Lajos Soós, Eszter Szakács, Károly Szigeti, Tibor Szilágyi, Tamás Török[18], László Vajda (hu), Vera Venczel
- 1976 : Árpád Csányi, István Iglódi, László Jászai, Péter Kertész, Róbert Koltai, András Márton, Judit Nyilassy, Ildikó Pécsi, György Pethes, József Petrik, Gyula Piróth, Zoltán Sárközy, Márta Szakály, Ági Voith
- 1977 : László Babarczy, András Bálint, János Csajági, Ildikó Dobos, Katalin Gyöngyössy, Józsa Hacser, Imre Kerényi, János Koltai, István Kristóf, Erzsébet Kútvölgyi, Lilla Mikes, Piroska Molnár, Erzsi Pásztor, Mária Ronyecz, Géza Tordy, Péter Trokán, László Ujlaky
- 1978 : Gyula Áts, Henrik Gyurkó, László Joós, Tamás Jordán, András Kern, András Kozák, Árpád Kóti, Sándor Lukács, Mariann Moór, Judit Pogány, László Szacsvay, Gyula Vadász
- 1979 : Anna Bánd, Péter Benkő, Piroska Dénes, Vera Faragó, Anikó Felföldi, János Gáspár, László Horesnyi, László Horváth, Olga Koós, Katalin Kőváry, Ádám Rajhona, Gyula Szombathy, Péter Valló, György Zsilák
- 1980 : Péter Andorai, Zsuzsa Balogh, Erika Bodnár, József Bor, Károly Donnert, János Gálvölgyi, Ildikó Hámori, Géza Hegedűs D. (hu), Zsuzsa Kovács, István Paál, János Pákozdi, Imre Pataky, Sándor Posch, Zsuzsa Radnóti, János Sándor, Béla Tímár
- 1981 : Ildikó Bánsági, Miklós Benedek, Péter Blaskó, István Fonyó, Márta Jánoskúti, György Kézdy, György Kopányi, István Perlaky, József Sas, Éva Szabó, Tamás Szirtes, Péter Vallai
- 1982 : Péter Balázs, Péter Benkő, Eszter Csákányi, Imre Csiszár[19], Klára Falvay, Bálint Farkas, Edit Fóthy, László Gali, Pál Hetényi, Nóra Káldi, Dezső Kapás, József Richter
- 1983 : Tamás Ascher, Ferenc Bács, Ibolya Baranyai, István Erdős, Éva Igó, József Kautzky, Péter Marik[20], Sándor Oszter, Ildikó Piros, Dorottya Udvaros, László Újréti, István Verebes
- 1984 : László Axt, Géza Balkay, Frigyes Bárány, Angela Császár, Sándor Dánffy, László Gálffi, László Gálfy, Judit Gombár, Béla Götz, Jácint Juhász, Lajos Kránitz, Péter Levente, Gábor Máté, Ottó Szokolay, György Turián, István Uri, Éva Vári, István Velenczey
- 1985 : Juli Básti, István Bubik, Tamás Dunai, Kati Egri, Gizi Fekete, Dorottya Géczy, Fanny Kemenes, Jenő Kiss, Jenő Korcsmáros, Zsolt Körtvélyessy, Ottó Lékay, Péter Léner, Andor Lukáts, István Mikó, Marika Oszvald, Zoltán Papp, Katalin Sólyom, Sándor Szakácsi, Judit Szántó[21], József Székhelyi, András Szigeti, Teri Tordai
- 1986 : Károly Eperjes, Eszter Felkai[22], Judit Gallai, Sándor Gáspár, Oszkár Gáti, Judit Hernádi, Lajos Kós, Anna Kubik, Kati Lázár, Gábor Reviczky, Mihály Sallai, Dezső Straub, Szilvia Sunyovszky, Györgyi Szakács, Gyula Szersén, Mária Tiboldy
- 1987 : János Ács, Mária Bajcsay, Géza Balogh, János Bán, Sándor Csikos[23], Gábor Harsányi, István Illés, Tamás Koltai, Kriszta Kováts, György Magos, Anna Nagy, Vera Pap, Judit Tóth, Andrea Zsadon
- 1988 : Péter Barbinek, Ilona Bencze, László Csurka, Gyöngyvér Demjén[24], Tamás Fodor, Csaba Ivánka, Imre Józsa, Tibor Kalmár[25], Kálmán Latabár, Judit Meszléry, György Sándor, Béla Spindler, János Szikora, Ági Szirtes, Erzsébet Turcsányi
- 1989 : Enikő Eszenyi, István Hirtling, Sándor Kőmíves, János Kulka (en), Tamás Mészáros, Anikó Nagy[26], István Pathó, Károly Safranek, Menyhért Szegvári, István Szőke, Katalin Takács[27], Eszter Tatár, Éva Vándor, György Weisz
- 1990 : Erzsébet Bereczky, Zoltán Bezerédi, Ferenc Borbiczki, Péter Cseke, Attila Csikós, Hugó Gruber, Frigyes Harsányi, Attila Kaszás, Borbála Labancz, Győző Mihályi, István Pinczés, Imre Szélyes, István Szlávik, Dénes Ujlaki
- 1991 : Csaba Antal, Árpád Árkosi, László Helyey, Éva Kerekes, Pál Mácsai, Tibor Mertz, Edina Pásztor, Anna Ráckevei, Péter Rudolf
- 1992 : György Böhm, Tibor Csizmadia, János Derzsi, Frigyes Hollósi, Mari Kiss, Lajos Kovács, Adél Kováts, Eszter Nagy-Kálózy, Károly Nemcsák, József Szarvas

- 1993 : Márta Egri, István Fazekas, László Méhes, Róbert Menczel, Béla Paudits, Erika Pápai, Zoltán Rátóti, Ödön Rubold, Tibor Szolnoki, Zoltán Újvári
- 1994 : László Csere, Győző Duró, László Görög, Zsuzsanna Hőgye, Zsolt Khell, György Korcsmáros, Fruzsina Pregitzer, Tibor Szervét, Ildikó Tóth[28]
- 1995 : Róbert Alföldi, Ágnes Bertalan, Anna Fehér, Imre Halasi, Zsuzsa Kalocsai, Zsolt Kovács, Zsolt László, János Mohácsi, György Szegő, Zoltán Varga
- 1996 : László Csendes, Lívia Dobák, Anikó Für, Anna Györgyi, József Kerekes, László Konter, Máté Tóth-Tahi, Éva Varga, Mária Varga[29]
- 1997 : Ignác Farkas, Éva Füsti Molnár, György Gazsó, Tibor Gáspár, József Kelemen, Edit Majzik, Tünde Murányi, Krisztina Peremartoni, Zsuzsa Szilágyi
- 1998 : Gabi Borbás, Enikő Börcsök, Péter Bregyán, József Gyabronka, Márta Martin, János Meczner, Lili Monori, Béla Szerednyei, Edit Zeke, Sándor Zsótér
- 1999 : Györgyi Andai, Iván Dengyel, Virág Dőry, Ottó Horváth Lajos, István Mészáros, Zsuzsa Molnár, Géza Morcsányi, Klaudia Orosz, Miklós Székely B., István Znamenák
- 2000 : János Csányi, Judit Csoma, Barbara Hegyi, Csaba Kiss, János Novák, Judit Schell, Zoltán Seress, András Stohl (en)
- 2001 : József Czintos, Judit Csanádi, Zoltán Csankó, András Csiky, Mátyás Dráfi, Róbert Ilyés, Tamás Jakab, Ferenc Lengyel, Mari Nagy, Janka Ujvári, László Upor, Zsuzsa Varga, Vincze

### 2002
- Mária Ambrus (hu), scénographe
- Zsolt Anger, acteur au théâtre Csiki Gergely à Kaposvár
- Bertalan Bagó (hu), directeur du théâtre Hevesi Sándor
- Attila Balázs, acteur au théâtre d'État hongrois Csiki Gergely à Timișoara (Roumanie)
- Zsolt Bogdán (hu), acteur au Théâtre hongrois de Cluj
- Attila Epres (hu), acteur au théâtre József Katona à Budapest
- Ernő Fekete (hu), acteur au théâtre József Katona à Budapest
- András Forgách, dramaturge
- Lili Horváth, actrice au Théâtre de chambre à Budapest
- Zsuzsa Horváth (hu), actrice
- Károly Kuna (hu), acteur au Théâtre Vörösmarty à Székesfehérvár
- László Széles, acteur
- Attila Vidnyánszky (hu), fondateur et directeur du Théâtre national hongrois Illyés Gyula (maintenant Théâtre national)

### 2010
- Áron Balázs, acteur
- Mónika Balsai, actrice
- Géza Bodolay, metteur en scène
- Andrea Bozó, acteur
- György Csík, scénographe
- Csaba Debreczeny, acteur
- Attila Egyed, acteur
- Ferenc Elek, acteur
- Imola Kézdi, comédienne
- Annamária Láng, actrice
- Ervin Pálfi, acteur
- Katalin Pálfi, actrice
- Ildikó Seres, comédienne

### 2017
- Rodrigo Crespo, acteur
- Tibor Fehér, acteur au Théâtre national
- Hermina G.Erdélyi, artiste au Théâtre national à Subotica
- Tamás Lengyel, acteur au théâtre de la Gaieté à Budapest
- Réka Pelsőczy, directeur artistique au théâtre József-Katona à Budapest
- Kinga Saárossy, acteur au théâtre Gárdonyi Géza (hu) à Eger
- Zsuzsanna Tresz, scénographe et costumière au Théâtre national de Pécs
- Klári Varga, acteur au Théâtre national Csokonai (hu)

### 2018[30]
- György Bajomi Nagy, acteur au théâtre Sándor Weöres de Szombathely
- Alexandra Borbély (en), comédienne au théâtre József Katona de Budapest
- AttilaHarsányi, comédien au Théâtre national de Miskolc et au Théâtre de chambre d'Arad
- Csaba Krisztik, acteur du Théâtre Vörösmarty de Székesfehérvár
- Zsolt Lipics, acteur du Théâtre National de Pécs
- Márta Szabó, comédienne du théâtre Zsigmond Móricz de Nyíregyháza
- Réka Tenki, comédienne du Théâtre Örkény István de Budapest
- Rita Velich, chef costumière du Théâtre de l'Opérette de Budapest

### 2019[31]
- Hunor Bucz, directeur et metteur en scène de la Space Theatre Association
- Tamás Gál, acteur au Screw Theatre à Hetény
- Bernadett Gregor, actrice au Nouveau Théâtre
- László Horányi, acteur et directeur artistique au théâtre du château d'Esztergom
- Kata Huszárik, actrice au Théâtre Maladype
- Béla Kálló, acteur du Théâtre hongrois de la Chambre de la cour de Kanizsa
- Márk Kis Domonkos, acteur, directeur exécutif du Théâtre Vác Danube Bend
- Edit Kovács, comédienne au Théâtre Jókai de Békéscsaba
- Erika Lapis, actrice au Théâtre Jászai Mari de Tatabánya
- Dóra Létay, actrice au Théâtre József Attila à Budapest
- Ádám Lux, acteur du Nouveau Théâtre
- Athina Papadimitriu, actrice au Théâtre de l'Opérette de Budapest, au Théâtre national équestre et au Théâtre spirituel
- András Pataki, directrice générale de Pro Kultúra Sopron
- Csaba Pindroch, acteur au Théâtre Thália
- Vajk Szente, directeur du théâtre Madách
- György Vass, acteur du Nouveau Théâtre

### 2020[32]
- Attila Andrássy, scénariste, metteur en scène
- Gábor Bakos-Kiss, acteur
- Zsolt Dánielfy, acteur
- Marina Gera (en), actrice
- Andrea Mahó, actrice
- Sára Mészáros, actrice, marionnettiste
- Milán Rusz, acteur
- Bernadette Sára, actrice